# Benesi-Hildebrand-Methode
Die Benesi-Hildebrand-Methode ist eine mathematische Herangehensweise in der physikalischen Chemie zur Bestimmung der Gleichgewichtskonstante K und der Stöchiometrie von nicht-bindenden Interaktionen. Sie findet typischerweise Anwendung in chemischen Reaktionsgleichgewichten von 1:1-Komplexen. Beispiele hierfür sind Charge-Transfer-Komplexe und Wirt-Gast-Molekülkomplexierungen (englisch host–guest-complexation). Die theoretische Grundlage der Benesi-Hildebrand-Methode bildet die Annahme, dass das charakteristische elektronische Absorptionsspektrum eines Reaktanten in der kollektiven Absorptions-/Emissionsbandbreite des Systems transparent ist, wenn der andere Reaktant im Überschuss vorliegt. Durch Messen des Absorptionsspektrums vor und nach der Bildung des Produktes und dessen Gleichgewichtes kann daher die Assoziationskonstante der Reaktion bestimmt werden.

## Geschichte
Die Methode wurde 1949 von H. A. Benesi und J. H. Hildebrand entwickelt um ein Phänomen zu erklären in welchem Iod in verschiedenen aromatischen Lösungsmitteln seine Farbe ändert. Dieses Phänomen wurde der Bildung eines Iod-Lösungsmittel-Komplexes durch Säure-Base-Wechselwirkungen zugeschrieben, welcher zu einer Verschiebung des Absorptionsspektrums führte. In diesem System wird das Lösungsmittel als Reaktant im Überschuss betrachtet. Heute ist die Benesi-Hildebrand-Methode eine der Standardvorgehensweisen zur Bestimmung von Assoziationskonstanten mittels Absorptionsspektren.

## Herleitung
Die Benesi-Hildebrand-Methode wird für Reaktionsgleichgewichte von 1:1-Komplexen verwendet, hier zwischen den Reaktanten H und G unter UV/VIS-Absorption. Die Gleichgewichtsreaktion solcher Komplexe kann vereinfacht dargestellt werden als:
{\displaystyle {\ce {H + G <=> HG}}}
Es wird angenommen, dass sich die gemessene Absorption A aus den Absorptionen der Reaktanten und des Komplexes zusammensetzt.
{\displaystyle A=A^{{\ce {H}}}+A^{{\ce {G}}}+A^{{\ce {HG}}}}
Mit der Annahme, dass die Anfangskonzentration [G0] von Reaktant G deutlich größer ist als die Anfangskonzentration [H0] von Reaktant H, kann die Absorption von H als vernachlässigbar betrachtet werden.
{\displaystyle A=A^{{\ce {G}}}+A^{{\ce {HG}}}}
Die Absorption kann sowohl vor, als auch nach der Bildung des Komplexes gemessen werden. Die Änderung in der Absorption ΔA kann somit experimentell bestimmt werden, wobei A0 die ursprüngliche Absorption vor der Interaktion darstellt und A die Absorption während eines beliebigen Zeitpunktes der Reaktion.
{\displaystyle \Delta A=A-A_{0}\,}
Durch Anwenden des lambert-beerschen Gesetzes kann die Gleichung umgeformt werden, sodass sie die Absorptionskoeffizienten εX und Konzentrationen [X] jeder Komponente X verwendet.
{\displaystyle \Delta A=\varepsilon ^{\ce {HG}}[{\ce {HG}}]\,b+\varepsilon ^{\ce {G}}[{\ce {G}}]\,b-\varepsilon ^{\ce {G}}[{\ce {G}}_{0}]\,b}
Aufgrund der Annahme, dass die Anfangskonzentration [G0] deutlich größer ist als die Anfangskonzentration [H0] kann angenommen werden, dass [G] = [G0]. Δε repräsentiert die Differenz zwischen εHG und εG. Daraus folgt:
{\displaystyle \Delta A=\Delta \varepsilon [{\ce {HG}}]\,b}
Eine Bindungsisotherme kann beschrieben werden als „die theoretische Differenz zwischen der Konzentration einer Komponente als Funktion der Konzentration einer anderen Komponente bei konstanter Temperatur“. Dies wird durch folgende Gleichung dargestellt:
{\displaystyle [{\ce {HG}}]={\frac {[{\ce {H}}_{0}]K_{a}[{\ce {G}}]}{1+K_{a}[{\ce {G}}]}}}
Fügt man nun die Gleichung der Bindungsisotherme in die vorherige Gleichung ein, kann die Gleichgewichtskonstante Ka nun in Korrelation gesetzt werden zu der Änderung der Absorption durch die Komplexbildung.
{\displaystyle \Delta A=b\,\Delta \varepsilon {\frac {[{\ce {H}}_{0}]K_{a}[{\ce {G}}_{0}]}{1+K_{a}[{\ce {G}}_{0}]}}}
Weitere Optimierung führt zu der Benesi-Hildebrand-Gleichung, die 1/ΔA als Funktion von 1/[G0] darstellt (doppelt reziproke Darstellung). Δε kann nun aus dem Achsenabschnitt und Ka aus der Steigung berechnet werden.
{\displaystyle {\frac {1}{\Delta A}}={\frac {1}{b\,\Delta \varepsilon [{\ce {G}}_{0}][{\ce {H}}_{0}]K_{a}}}+{\frac {1}{b\,\Delta \varepsilon [{\ce {H}}_{0}]}}}

## Limitierungen
In den meisten Fällen ergibt die Benesi-Hildebrand-Methode exzellente lineare Darstellungen und liefert einigermaßen zufriedenstellende Ergebnisse für K und ε. Jedoch sind mit der Erhebung experimenteller Daten auch Probleme verbunden, unter anderem die Berechnung verschiedene Ergebnisse für ε mit anderen Konzentrationen, fehlende Konsistenz zwischen den Ergebnissen von Benesi-Hildebrand im Vergleich zu anderer Methoden (z. B. Partitionsmessungen) und die falschen Werte bei Berechnung von Achsenabschnitten von null oder kleiner.
Zusätzliche Bedenken wurden auch hinsichtlich der Genauigkeit der Benesi-Hildebrand-Methode geäußert, da bestimmte Bedingungen dazu führen, dass die durchgeführten Berechnungen ungültig werden. So müssen die Reaktantenkonzentrationen immer die Annahme erfüllen, dass die Anfangskonzentration des einen Reaktanten deutlich größer ist als die Anfangskonzentration des anderen Reaktanten. Wenn diese Bedingung nicht mehr erfüllt wird verläuft die Benesi-Hildebrand-Darstellung nicht mehr linear, sondern streut sich. Des Weiteren ist es im Fall der Bestimmung von Gleichgewichtskonstanten schwach gebundener Komplexe üblich, dass in Lösung 2:1 Komplexbildung auftritt. Es wurde beobachtet, dass diese 2:1 Komplexe ungeeignete Parameter erzeugen, die die genaue Bestimmung von Assoziationskonstanten signifikant stören. Aufgrund dieser Tatsache ist einer der Kritikpunkte dieser Methode die Unflexibilität, nur Reaktionen mit 1:1-Produktkomplexen zu untersuchen.
Eine weitere Limitierung, sowohl der Benesi-Hildebrand-Methode als auch anderer Methoden, ist die Abhängigkeit von K und ε. Typischerweise ist immer nur ein Parameter (K or ε) und deren Produkt Kε ein Anteil von Steigung oder Achsenabschnitt, folglich kann nur ein Parameter unabhängig vom anderen bestimmt werden.

## Modifizierungen
Obwohl sie zunächst im Zusammenhang mit UV/VIS-Spektroskopie verwendet wurde, wurden seitdem viele Modifikationen vorgenommen, wodurch die Benesi-Hildebrand-Methode auch mit anderen spektroskopischen Methoden verwendet werden kann, unter anderem mit Fluoreszenz, Infrarot oder NMR.
Modifikationen wurden ebenfalls vorgenommen um die Präzision in der Bestimmung von K and ε zu verbessern. Eine solche Modifikation ist die von N. Rose und R. Drago; die Benesi-Hildebrand-Gleichung wurde angepasst zu:
{\displaystyle K^{-1}={\frac {A}{\varepsilon _{{\ce {HG}}}}}-[{\ce {H}}_{0}]-[{\ce {G}}_{0}]+{\frac {C_{{\ce {H}}}C_{{\ce {G}}}}{A}}\,\varepsilon _{{\ce {HG}}}}
Diese Modifikation beruht auf der Auswahl von Werten für ε und der Messung von Absorptionsdaten und Anfangskonzentrationen beider Reaktanten. Dies erlaubt die Berechnung von K−1. Die Auftragung von εHG gegen K−1 resultiert in einem linearen Zusammenhang. Wiederholung dieser Prozedur für verschiedene Konzentrationen und aufgetragen im selben Graph, liefert einen gemeinsamen Schnittpunkt aller Geraden. Dies ist der optimale Wert für εHG und K−1. In dieser Methode sind allerdings ist das jedoch das größte Problem, dass die Geraden sich nicht immer am selben Punkt oder im schlimmsten Fall überhaupt nicht schneiden.
1982 wurde von B. Seal, H. Sil und D. Mukherjee eine andere graphische Prozedur entwickelt, um K and ε unabhängig voneinander zu bewerten. Dieser Ansatz beruht auf einer komplexeren mathematischen Umordnung der Benesi-Hildebrand-Methode und einer graphischen Vorgehensweise, hat sich jedoch im Vergleich zu Standardwerten als ziemlich genau erwiesen.